# BMW F900R
La BMW F900R es una motocicleta naked introducida por BMW Motorrad en 2020. Supone una evolución de su predecesora, la BMW F800R, con la que comparte numerosos conceptos de diseño. Es uno de los modelos dentro de la gama de BMW Motorrad serie F, que incluye la F800S (descatalogada), las Trail F800GS y F650GS, y la touring F800ST (descatalogada), y la F800GT.

## Características
La BMW F900R es una motocicleta de carretera concebida para potenciar su polivalencia. Por prestaciones y versatilidad, se sitúa a medio camino entre las motos tetracilíndricas como la Kawasaki Z900, y otros modelos más pequeños, como la Honda CB650R o la Yamaha MT-07.
Su principal característica es que combina un innegable carácter deportivo con un uso intensivo de la tecnología (de la que se puede prescindir si se desea) para facilitar la conducción; a lo que se suma un alto nivel de seguridad, y un considerable número de opciones de personalización.

## Equipamiento
Equipamiento de serie
- Pantalla TFT en color con BMW Motorrad Connectivity
- Faro LED
- Intermitente LED
- ASC
- Modos de conducción Lluvia/Carretera
- Palancas del freno de mano y del embrague ajustables
- Toma de 12 V

 
Equipamiento opcional de fábrica (EO)
- Headlight Pro incl. luz autoadaptable a las curvas
- Modos de conducción Pro (incl. ABS Pro, HSC Pro, DTC, DBC)
- Dynamic ESA (suspensión electrónica)
- Keyless Ride
- Llamada de emergencia inteligente
- RDC (Control de presión de neumáticos)
- Chasis rebajado

 
Accesorios opcionales
- Spoiler del motor
- Cubierta de asiento de acompañante
- Estriberas fresadas y espejo
- Variantes de asiento
- Soportes para maletas
- Alforja
- Parabrisas alto
- Caballete central

## Imágenes
|  |  |